# Sine Larsen
Sine Larsen (28 de mayo de 1943 - 2 de enero de 2025) fue una investigadora danesa, profesora de la Universidad de Copenhague especializada en la aplicación de la cristalografía de rayos X a la química y biología estructural. Obtuvo especial reconocimiento por sus contribuciones al desarrollo y la gestión de instalaciones científicas, principalmente sincrotrones. Fue directora del Centro para Estudios Cristalográficos en la Universidad de Copenhague, presidente de la Unión Internacional de Cristalografía (IUCr) y directora de Investigación en el Laboratorio Europeo de Radiación Sincrotrón (ESRF) y el Laboratorio MAX IV. En 2018 recibió el Premio Max Perutz de la Asociación Europea de Cristalografía.

## Carrera científica
Sine Larsen estudió Química en la Universidad de Copenhague, donde se doctoró en 1968, compaginando sus estudios con la crianza de sus hijos. En 1970 se trasladó a Boston para una estancia de postdoctorado en el Instituto de Tecnología de Massachusetts. A su vuelta a Dinamarca, trabajó durante tres años como profesora en la Universidad Técnica de Dinamarca y en 1974 obtuvo una plaza de  profesora en la Universidad de Copenhague y desde 1993 hasta 2004 desempeñó el cargo de directora del Centro de Estudios de Cristalografía en Copenhague.
Sus principales aportes a la cristalografía fueron en el estudio de la estructura y función de compuestos orgánicos y macromoléculas de interés biológico, principalmente proteínas; también potenció el uso de radiación sincrotrón para la investigación en biología estructural y otras áreas científicas. En 2003 aceptó el puesto directora de Investigación en Ciencias de la Vida en el Laboratorio Europeo de Radiación Sincrotrón, ubicado en Grenoble, donde permaneció hasta 2009, manteniendo al mismo tiempo su grupo de investigación en Copenhague. En 2011 y hasta 2012 fue directora del laboratorio MAX IV en Lund. Simultáneamente participó en comités de asesoramiento científico para otras instalaciones similares, como los sincrotrones ALBA, NSLS-II, ELETTRA y el Láser de Electrones Libres Europeo.
Fue secretaria y tesorera de la Unión Internacional de Cristalografía entre 1996 y 2005, y desde 2008 hasta 2011 fue presidente de la asociación, la tercera mujer en ejercer este cargo tras Kathleen Lonsdale y Dorothy Hodgkin.

## Premios y reconocimientos
- Conferenciante Hassel en 1998 (Universidad de Oslo).[11]
- Premio Max Perutz de la Asociación Europea de Cristalografía en 2018.[4]
- Profesora honoraria de la Universidad de Lund en 2004.[8]
- Huésped de Honor de la Universidad Nacional del Litoral en 2012.[12]